# Jag har kommit hem
Jag har kommit hem är en psalmtext med 6 verser, som sjöngs i väckelserörelsen under 1800-talet.

## Publicerad i
- Herde-Rösten 1892 som nr 147 under rubriken "Barnaskap".
- Sions Sånger 1951 som nr 95
- Sions Sånger 1981 som nr 69 under rubriken "Nådekallelsen".